# OAI-PMH
O Open Archives Initiative Protocol for Metadata Harvesting (OAI-PMH) é um protocolo desenvolvido pela Open Archives Initiative [en] que define um mecanismo para coleta de registros de metadados em repositórios.
Este protocolo, dá uma opção simples de técnica para servidores de dados fazerem sua avaliação de serviço para metadados, baseado nas normas abertas do Hypertext Transfer Protocol (HTTP) e Extensible Markup Language (XML).
O metadado colhido pode ser em qualquer formato, definido de acordo por uma comunidade (ou por qualquer conjunto discreto de dados e provedores de dados), embora não qualificado o Dublin Core é um provedor especifico para interoperabilidade de nível básico. Assim, metadados de muitas fontes podem ser reunidos em um banco de dados, e serviços podem ser fornecidos baseados na coleta central, ou dados “agregados”. 
A ligação entre os metadados e os conteúdos relacionados não são definidos pelo protocolo OAI. Isto é importante perceber, que o OAI-PMH não constitui uma pesquisa em dados, ele simplesmente faz com que seja possível trazer os dados em um só lugar. Para os provedores de serviços, a aproximação da coleta deve ser combinada com outros mecanismos. 
Muitas promessas são vistas para o uso do protocolo dentro da abordagem de um arquivo aberto. O suporte para novos padrões para comunicação científica é o benefício potencial mais divulgado. Talvez mais prontamente realizáveis sejam os objetivos das metas de pavimentação “recursos escondidos” e baixo custo na interoperabilidade. 
Embora o OAI-PMH é tecnicamente muito simples, a construção coerente dos serviços que devem atender aos requisitos dos usuários é complexa. O protocolo OAI-PMH poderia fazer parte da infra-estrutura da web, como tomadas – para – concessão como o protocolo HTTP é agora. Uma combinação de sua relativa simplicidade e sucesso comprovado por implementadores no início de um contexto de serviço implicam aceitação generalizada por organizações de pesquisa, editoras e "instituições de memória".
O OAI-PMH, atualmente na versão 2.0, utiliza XML sobre HTTP.

## Introdução Específica
Iniciativa de Arquivos Abertos (OAI) (Open Archives Initiative)
OAI é uma iniciativa para aumentar e promover normas de interoperabilidade que visa facilitar a disseminação eficiente de conteúdo.

### Arquivos (Archives)
O termo “arquivos” do nome Open Archives Initiative reflete a origem da OAI nas comunidades e-prints onde, o termo arquivo é geralmente aceito como um sinônimo para repositório de arquivos acadêmicos. Os profissionais de arquivamento têm justificáveis observações na estrita definição de um arquivo dentro de seus domínios, com conotações de preservação dos valores de longo prazo, autorizações legais e políticas institucionais. 
O OAI usa o termo arquivos em um sentindo mais amplo: como um repositório de informação armazenada. Linguagem e termos nunca são incontroversos e o OAI respeitosamente solicita a satisfação do profissional de arquivamentos com esse uso mais amplo do arquivo. O Protocolo de Colheita de Metadados – OAI Protocol for Metadata Harvesting (OAI-PMH) é um protocolo leve para a colheita e disseminação de metadados entre servidores.

### Protocolo – Protocol
Um protocolo é um conjunto de regras para definir a comunicação entre sistemas. File Transfer Protocol (FTP) e HTTP são exemplos de outros protocolos usados para comunicação entre sistemas na Internet.

### Colheita – Harvesting
No contexto OAI, colheita refere-se especificamente à coleção de metadados para um número de repositórios distribuídos em um armazenamento de dados combinados. 

### Servidor de Dados - Data Provider
Um Servidor de Dados mantém um ou mais repositórios (servidores web) que suportam o OAI-PMH com um meio de exposição de metadados.

### Servidor de Serviços - Service Provider
Uma questão nos Servidores de Serviços OAI-PMH é que os pedidos de provedores de dados utilizam os metadados com uma base para a construção de serviços acrescentando valores.

## Principais Pressupostos
Eles são 2 grupos de ‘participantes’: Servidores de Dados e Servidores de Serviços.
Servidores de Dados - Data Providers (repositórios de arquivos abertos)
Provê acesso livre aos metadados, e talvez, mas não necessariamente, oferece acesso livre a todos os textos de outros recursos. OAI-PMH prevê uma fácil implementação, baixa barreira a soluções aos servidores de dados. 
Servidores de Serviços - Service Providers 
Usam as interfaces dos servidores de dados OAI para coletar e arquivar metadados. Note que isto significa que não há pedido de pesquisa ao vivo nos servidores de dados; sim, os serviços são baseados na coleta de dados via OAI-PMH. Servidores de serviços podem selecionar determinados subconjuntos do Servidor de dados (e.g., pelo conjunto hierárquico ou de data/hora). Servidores de Serviços oferecem (adiciona valores) serviços básicos e coleta de metadados, e eles podem enriquecer os metadados colhidos.

## Visão geral do modelo e estrutura.
Pedidos de argumentos são emitidos como parâmetros GET e POST. O OAI-PMH suporta seis tipos de pedidos enquanto que as respostas são identificadas na sintaxe XML. OAI-PMH suporta qualquer formato de metadado codificado em XML. Dublin Core é o formato mínimo especificado para base de interoperabilidade.

## Mensagens de erros são baseadas em http.
Servidores de dados podem definir um conjunto lógico de hierarquia para suportar níveis de granularidade de coleta dos servidores de serviços. Marcações por datas são definida pela ultima alteração do metadado, e assim providencia mais suporte a granularidade de coleta.
OAI-PMH suporta fluxo de controle.

## 7 definições chaves (metadados)

### Coleta – Harvester
Aplicação cliente emite pedido OAI-PMH

### Repositório - Repository
rede acessa servidor capaz de processar corretamente a requisição OAI-PMH.

### Recursos - Resource
Objeto de metadados é “sobre”, constituído de recursos não é definido no OAI-PMH – recursos podem ser digitais ou não digitais.

### Item
Componente de um repositório a partir do qual os metadados podem ser disseminados; tem uma identificação única. 

### Registros - Record
metadado em um formato especifico para metadados

### Identificação - Identifier
chave única para um item no repositório.

### Conjunto - Set
construtor opcional para agrupar itens em um repositório.

## Detalhes do Protocolo

### Registros
Um registro é o metadado de um recurso em um formato especifico. Um registro tem três partes: o cabeçalho e metadado, ambos obrigatórios e uma declaração “sobre” opcional. Cada um deles é composto de vários componentes a seguir:
Cabeçalho (obrigatório)
- identificador (obrigatório: somente 1)
- data/hora (obrigatório: somente 1)
- setSpec elementos (conjunto de elementos de identificação) (opcional: 0,1 ou mais)
- atributo de status para exclusão de item

Metadado (obrigatório)
Codificação XML, metadados com especificação da origem, espaço para nome dos repositórios com suporta Dublin Core, pode suportar outros formatos.
Sobre (opcional) about (optional)
demonstrações corretas  ascendência correta 

### Data e Hora
Uma data/hora é a data da ultima modificação do recurso do metadado. Marcação de ata é uma característica obrigatória de todo item. Tem duas possibilidade de nível de granularidade.

### YYYY-MM-DD ou YYYY-MM-DDThh:mm:ssZ.
A função da data / hora é fornecer informações sobre os metadados que permite a coleta seletiva usando de argumento. São aplicados em mecanismos de alteração incremental. Ele dá tanto a data de criação, última modificação ou supressão. Exclusão é coberto com três níveis de suporte: não, persistente, transitório.

## Esquema de metadados
OAI-PMH suporta disseminações de múltiplos formatos de metadados para um repositório. As propriedades do metadado são: 
- id string para especificar o formato(prefixo metadado)
- esquema metadado URL (XML esquema para testar a validação)
- XML namespace URL (identificador global para o formato do metadado)

Repositórios não qualificado devem ser capazes de disseminar Dublin Core. Mais formatos de metadados arbitrários podem ser definidos e transportados através do OAI-PMH. Qualquer metadados retornados deve cumprir com uma especificação de namespace XML. O Dublin Core Metadata Element Set contém 15 elementos. Todos os elementos são opcionais, e todos os elementos podem ser repetidos.